# Epicauta tenuilineata
Epicauta tenuilineata es una especie de coleóptero de la familia Meloidae.

## Distribución geográfica
Habita en Estados Unidos y México.